# ペットにドはまりして、会社辞めました
『ペットにドはまりして、会社辞めました』（ペットにドはまりして、かいしゃやめました）は、2022年3月22日にNHK総合テレビにて放送されたテレビドラマ。
主演はNHKドラマ初主演となる松本穂香。柴犬の仔犬を飼ったことがきっかけで会社を辞めた女性がペット依存症になったことでペットとの距離を取り、本当の「愛」や「幸せ」を見つめ直していく姿を描く。

## あらすじ
仕事ではドジなところがあり、恋愛では相手に依存して失敗していた里美は、ある日ペットショップで見かけた仔犬に一目惚れし飼い始める。
クウちゃんと名付けた仔犬とべったりの生活をする里美は、離れると鳴きだすクウちゃんに留守番をさせるのが可哀想になり、仕事を辞める。
里美はクウちゃんを連れてドッグカフェで働こうと考えるが、クウちゃんがスタッフを噛んでしまい叶わず、短時間でも働ける倉庫の仕事を見つけるも、心配のあまり仕事を放り出してしまう。
動物病院で互いに依存状態になっていることを指摘され、外出中にクウちゃんに部屋の中をめちゃくちゃにされた里美は、代わりに飼ってもらえないかと姉に相談する。
しかし姉のアドバイスで里美は立ち直り、クウちゃんを散歩に連れて行く、自宅では他に夢中になれるものを作ってやるなど、生活をひとつひとつ改善していく。
里美はいつしかクウちゃんと一緒にドッグカフェで働くようになる。

## キャスト
堂上（どのうえ）里美
演 - 松本穂香
携帯ショップで働く契約社員。ペットを飼ったことがきっかけとなり、突然会社を退社する。
青柳弥太郎
演 - 永嶋柊吾
里美の元カレ。
裕美
演 - 生越千晴
里美の姉。既婚。
獣医師
演 - 古館寛治

その他キャスト
演 - 宮田圭子、楠見薫、納富有沙、湯浅崇、中村味九郎、川崎慧、増井友紀子、川添公二、岡田めぐみ、吉沢紗那

## スタッフ
- 作 - 作道雄
- 音楽 - 豊田真之
- 演出 - 工藤隆史
- 制作統括 - 陸田元一